# Nature morte aux pommes (Cézanne, Los Angeles)
Pour les articles homonymes, voir Nature morte aux pommes.
Nature morte aux pommes est un tableau réalisé par le peintre français Paul Cézanne en 1893-1894. Cette huile sur toile est une nature morte qui représente notamment un vase vert, un pot bleu et d'autres récipients parmi lesquels sont dispersées des pommes. L'œuvre fait partie depuis 1996 des collections du J. Paul Getty Museum de Los Angeles, aux États-Unis.